# Kościół Chrystusa w Swindon
Kościół Chrystusa (ang. Christ Church) – anglikańska świątynia parafialna znajdująca się w angielskim mieście Swindon.

## Historia
Przed budową obecnej świątyni anglikanie korzystali z kościoła Holy Rood at the Lawns. W 1845 w słabo zabudowanej części miasta wzniesiono kościół św. Marka, co jednak nie rozwiązało problemu przepełnienia starego budynku. Kolejny kościół został zaprojektowany w 1847 roku przez George’a Gilberta Scotta. Prace rozpoczęto w 1850 roku, a ukończoną świątynię konsekrowano w listopadzie 1851.

## Architektura
Świątynia neogotycka, trójnawowa, z transeptem. W fasadę wbudowana jest strzelista wieża, z zegarem przeniesionym ze starszej świątyni oraz dziesięcioma dzwonami. Architekturę kościoła wzorowano na XIII-wiecznym kościele Wszystkich Świętych w Buckworth.

## Galeria

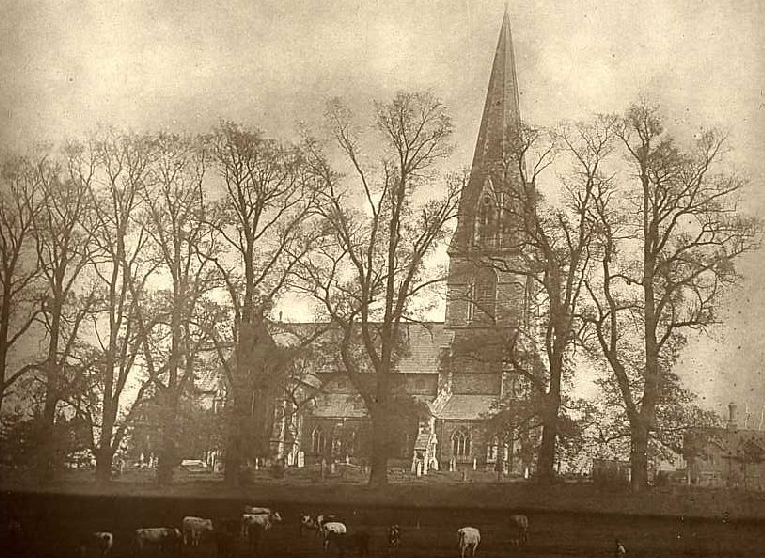
Widok w 1885
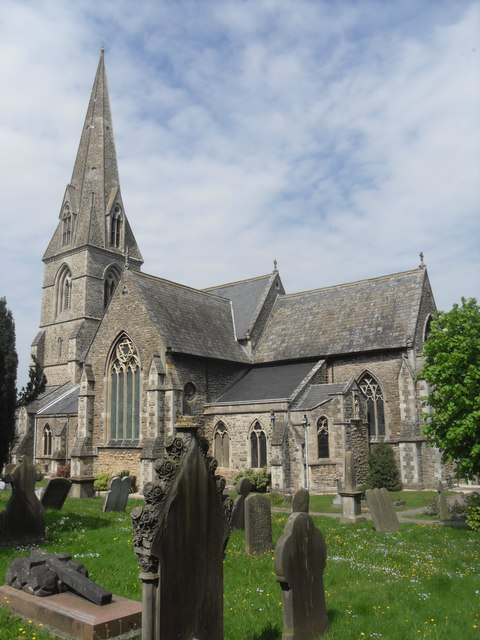
Widok z południowego wschodu
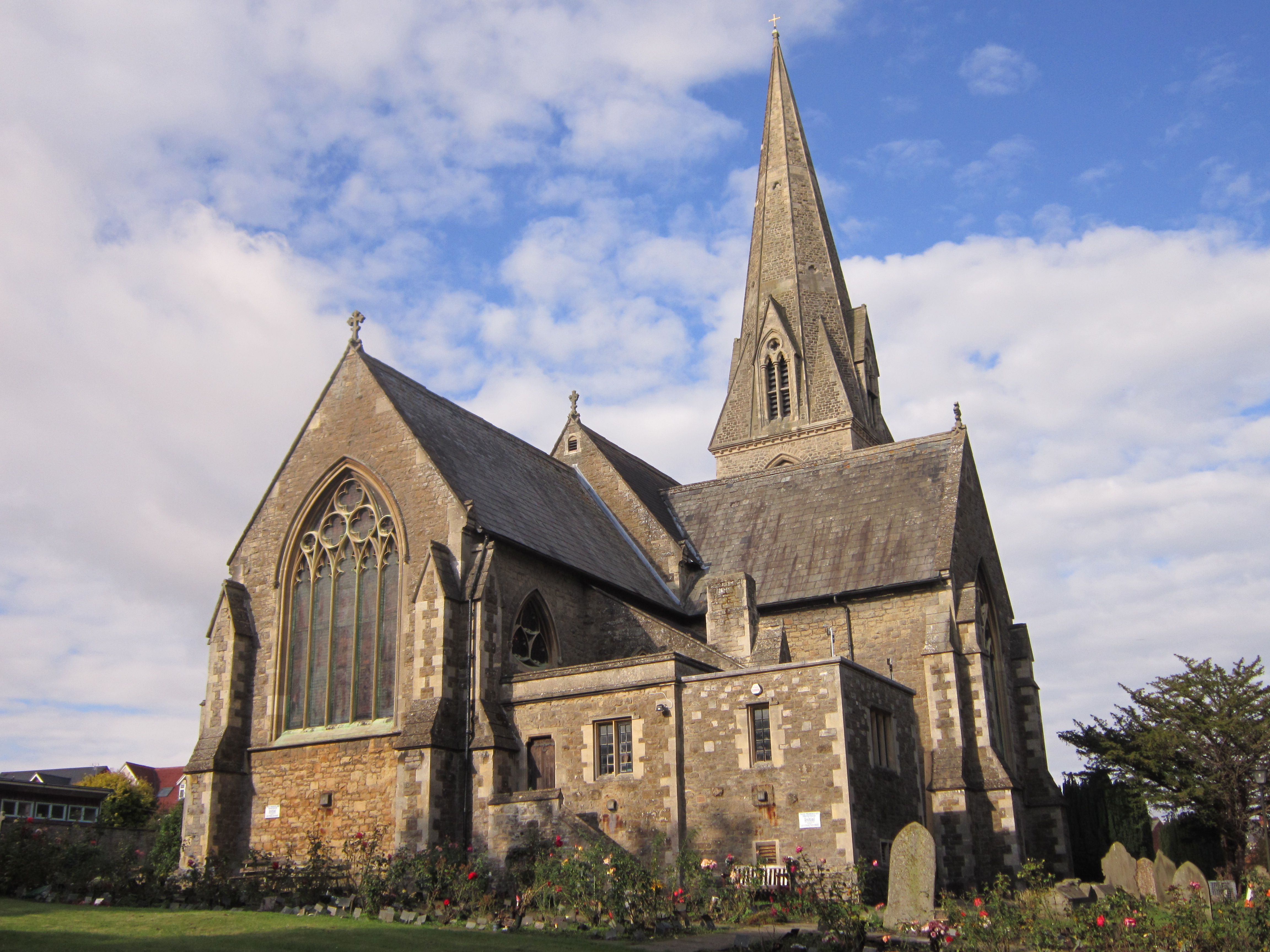
Widok zza prezbiterium